# Voltas
Voltas är ett dotterbolag inom Tata Group, Indiens största konglomerat, och är verksamt inom teknisk konsultation, luftkonditionering, värmepump och kylapplikationer. Nuvarande VD är Sanjay Johri. Huvudkontoret ligger i Mumbai.
Voltas levererade luftkonditionering till ett av världens största transatlantiska oceanångare RMS Queen Mary 2 samt till världens högsta byggnad Burj Khalifa.